# Jozef Fabini
Jozef Fabini (10. října 1908 Olcnava – 2. prosince 1984 Košice) byl slovenský malíř a grafik.
V letech 1928–1932 studoval na Právnické fakultě UK v Bratislavě. Působil jako soudní úředník v Košicích. V letech 1934–1938 pracoval jako právník ředitelstva pošt v Praze, 1938–1945 na ministerstvu dopravy v Bratislavě, v letech 1945–1948 jako ředitel pošt v Bratislavě. V letech 1948–1952 byl ředitelem Východoslovenského múzea v Košicích a v letech 1952–1955 pracoval jako restaurátor v Krajskej galérie v Michalovciach. Výtvarnou propedeutiku v letech 1926–1927 získal navštěvováním večerních kurzů na soukromé grafické škole E. Króna v Košicích. V letech 1927–1928 se soukromě vzdělával u E. Halásza-Hradila. V letech 1939–1940 u M. Schurmanna v Bratislavě. Pří zaměstnání v Bratislavě navštěvoval v letech 1941–1945 na oddělení kreslení a malby studium na Slovenskej vysokej škole technickej v Bratislavě, kde ho vedlo vícero významných umělců, mj. také M. Benka, G. Mallý, M. Schurmann. Zároveň absolvoval studium na Filozofické fakultě UK v oboru Dějiny umění a archeologie. Tvorbu mistra Fabiniho můžeme rozdělit do několika etap. Na počátku je patrný výrazný vliv Krónovy školy, kde se ústředním motivem stávaly pochmurné uličky Košic a Krompách. Později se jeho pozornost soustředila na přírodní scény, přičemž čerpal z prostředí východoslovenského regionu, zejména velké panoramatické kompozice. Kromě přírody výtvarně mapoval také činnost člověka. Od poloviny 50. let se zaměřil na přírodní a architektonické krásy v okolí Spiše. V této době se do jeho tvorby výrazněji dostávala hra se světlem, kontrast světlých a tmavých ploch. Věnoval se také malířskému ztvárnění Vysokých Tater, Košic, ale náměty čerpal také z Řecka a Itálie. Koncem 70. let 20. století mu byl udělen titul národního umělce. 
Jeho bratrem byl geolog Pavel Fabini a chemik Ján Fabini. Jeho praneteří je režisérka a dokumentaristka Zuzana Piussi (*1971) a prasynovcem historik a politolog Pavel Fabini (*1984).